# 石田芳夫
石田芳夫（1948年8月15日—），日本著名围棋棋手，日本棋院职业九段。棋界人士給予石田芳夫「人間電腦」的封號，即在於他具有「正確的形勢判斷」與「正確的細算能力」。
石田出生于爱知县，1956年开始学棋，后进入木谷实围棋道场，1963年入段成为职业棋手，1971年击败林海峰，获得本因坊战冠军，号秀芳。次年晋升九段，创下9年升为九段的最快记录，并击败林海峰夺得名人战冠军。1975年夺得本因坊五连霸，取得名誉24世本因坊的资格。他还夺得过1974年和1978年王座战、1984年天元战冠军。石田获得过1987年、1990年和2001年的NHK杯快棋赛冠军。石田芳夫与加藤正夫九段、武宫正树九段并称为“木谷门下三虎将”("三羽乌")。

## 升段過程
- 1963年 - 入段
- 1964年 - 二段
- 1965年 - 三段
- 1966年 - 四段
- 1967年 - 五段
- 1969年 - 六段
- 1970年 - 七段
- 1973年 - 八段
- 1974年 - 九段

## 主要成績

### 七大頭銜紀錄
| 頭銜   | 總計 | 年份       | 期數       |
| ------ | ---- | ---------- | ---------- |
| 名人   | 1期  | 1974       | 第13期     |
| 本因坊 | 5期  | 1971-1975  | 第26-30期  |
| 天元   | 1期  | 1984       | 第10期     |
| 王座戰 | 2期  | 1974，1978 | 第22，26期 |

累積獲得合計9頭銜

### 榮譽
- 秀哉賞3次
- 棋道賞最優秀棋士賞2次
- 1985年 - 電視圍棋節目創作會獎
- 1994年 - 記者俱樂部獎
- 2004年 - 達成900勝
- 2008年 - 達成1000勝達成[1]，成為日本棋界第十一位勝數達至千勝的棋手。

## 外部連結
- 日本棋院关于石田芳夫的介绍 （页面存档备份，存于）